# 국제 표준 도서관 부호
국제 표준 도서관 부호(International Standard Identifier for Libraries and Related Organisations; ISIL)는 도서관 및 관련 조직(공문서 아카이브나 박물관 등)에 할당되는 국제적인 식별자(ID)이다. ISO 15511로 규정되어 있다.
이 규격과 등록 정보의 유지 관리를 담당하는 국제 등록 기관은 덴마크 문화청이다.
ISIL은 16자 이내의 일렬번호로 이뤄지며, 라틴 문자(대문자, 소문자와 함께 사용 가능하지만, 동일 문자로 취급됨), 숫자, 그리고 빗금, 하이픈, 쌍점이 사용된다.
ISIL은 각국의 관리 기관을 나타내는 접두사와 각국의 관리 기관이 부여하는 식별자로 구성되며, 그 둘 사이에는 하이픈으로 구분된다. 접두사는 두 문자이며, ISO 3166-1 alpha-2의 국가 코드에 준거해서, 거기에 붙는 식별자는 나라별로 국립 도서관에 따라 부여된다. OCLC의 접두사가 ‘OCLC-’로 되어있듯이 특정 나라에 속하지 않는, 나라 코드를 가지지 않는 글로벌 등급의 접두사도 정의되어 있다. 나라별 식별자 부분에는 각 나라마다 기존의 도서관 식별자가 활용되기 때문에 ISIL은 하이픈 뒤부터 국제 식별자를 제정하려고 하는 것이 아니라, 각국의 식별자 시스템을 통합하는 것이라고 할 수 있다.
| 식별자    | 국가     | 기관명                             |
| --------- | -------- | ---------------------------------- |
| IT-RM0267 | 이탈리아 | 로마 국립중앙도서관                |
| AU-TS:RL  | 호주     | CSIRO Forestry and Forest Products |
| DE-Tue120 | 독일     | 독미협회도서관                     |

대한민국의 경우에는, 국립중앙도서관이 관리하고 있으며, 도서관의 식별자는 ‘KR-xxxxxx’(x는 숫자)의 형태를 취한다. 식별자는 다음과 같이 부여된다..
|             | 국가 | - | 확장 구분 | 관종 구분 | 지역 구분 (KS X1505) | 예비 필드 | 일렬 번호 |
| ----------- | ---- | - | --------- | --------- | -------------------- | --------- | --------- |
| 8자리 규격  | 2    | - |           | 1         | 2                    |           | 3         |
| 16자리 규격 | 2    | - | 1         | 1         | 3                    | 6         | 3         |

| 0               | 1             | 2               | 3           |
| --------------- | ------------- | --------------- | ----------- |
| 국립중앙도서관  | 공공          | 대학            | 전문        |
| 4               | 5             | 6               | 7           |
| 초등학교 도서관 | 중학교 도서관 | 고등학교 도서관 | 작은 도서관 |

대한민국 ISIL의 예시
- KR-011001 …… 국립중앙도서관
- KR-111314 …… 서울도서관
- KR-211032 …… 서울대학교 중앙도서관
- KR-326007 …… BigBang 놀이체험도서관

‘ISIL + 공백 + 나라별 식별자’의 형태로 구성되어 있지만, 국제 도서관 자료 식별자’(ILII)로 ISO 20247에서 규정되고 있다.